# サン・フェリーチェ・スル・パーナロ
サン・フェリーチェ・スル・パーナロ（伊: San Felice sul Panaro）は、イタリア共和国エミリア＝ロマーニャ州モデナ県にある、人口約11,000人の基礎自治体（コムーネ）。

## 名称
地元の言葉では以下のように呼ばれる。
- エミリア・ロマーニャ語ミランドラ方言 (it)  : San Flis

## 地理

### 位置・広がり
モデナ県の北部に位置する。県都モデナから北東約28km、ミランドラから南東へ約7.5km、州都ボローニャから北北西へ約42km、フェラーラから西へ約38kmの距離にある。

#### 隣接コムーネ
隣接するコムーネは以下の通り。
- フィナーレ・エミーリア - 東
- カンポサント - 南
- メドッラ - 西
- ミランドラ - 北西

### 地勢
その名に反し、パーナロ川はコムーネの域内を流れていない。パーナロ川はこのコムーネの南方、カンポサントの南を東へ流れ、フィナーレ・エミーリアに至る。

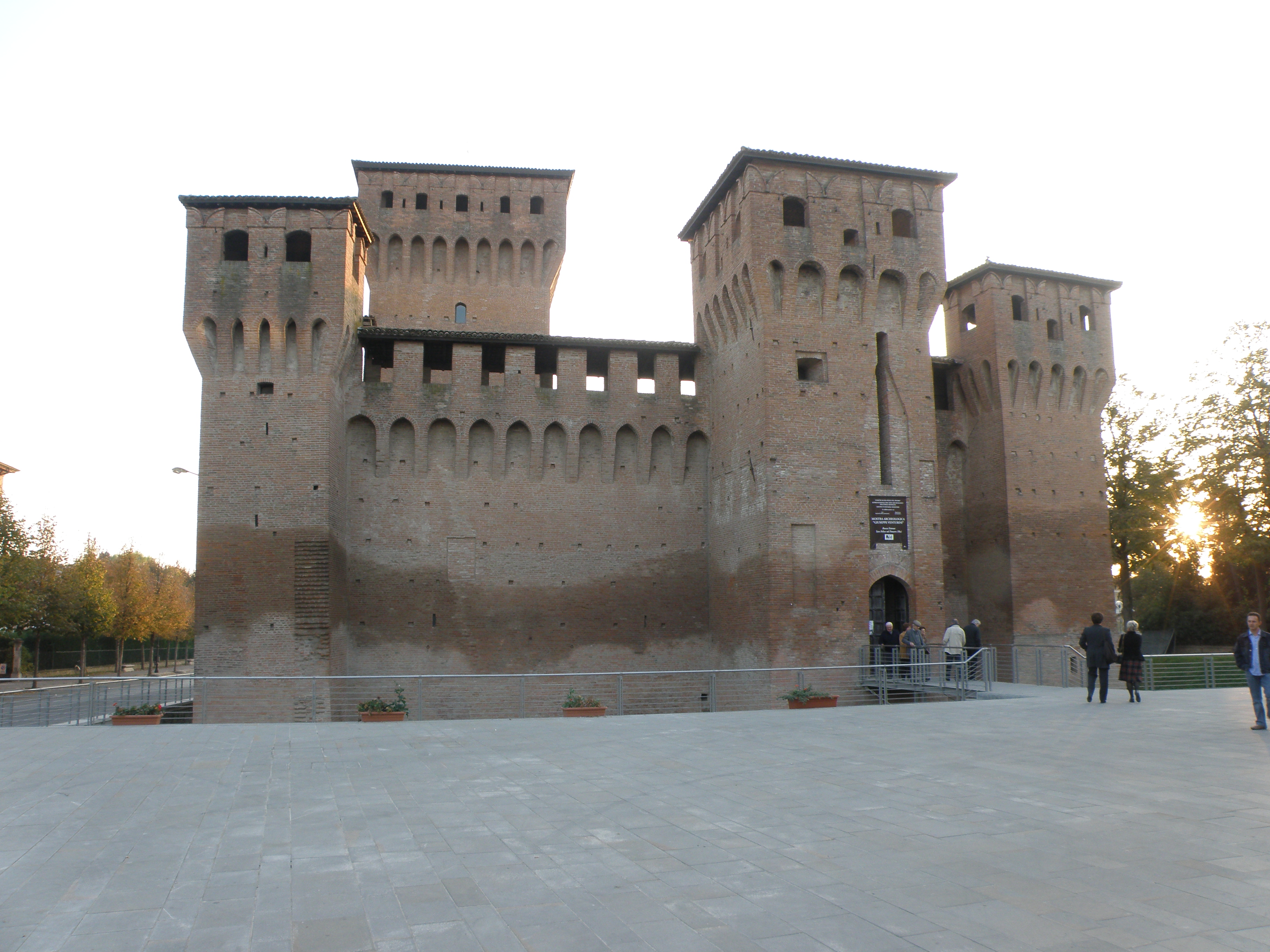
ロッカ・エスタンセ（城）
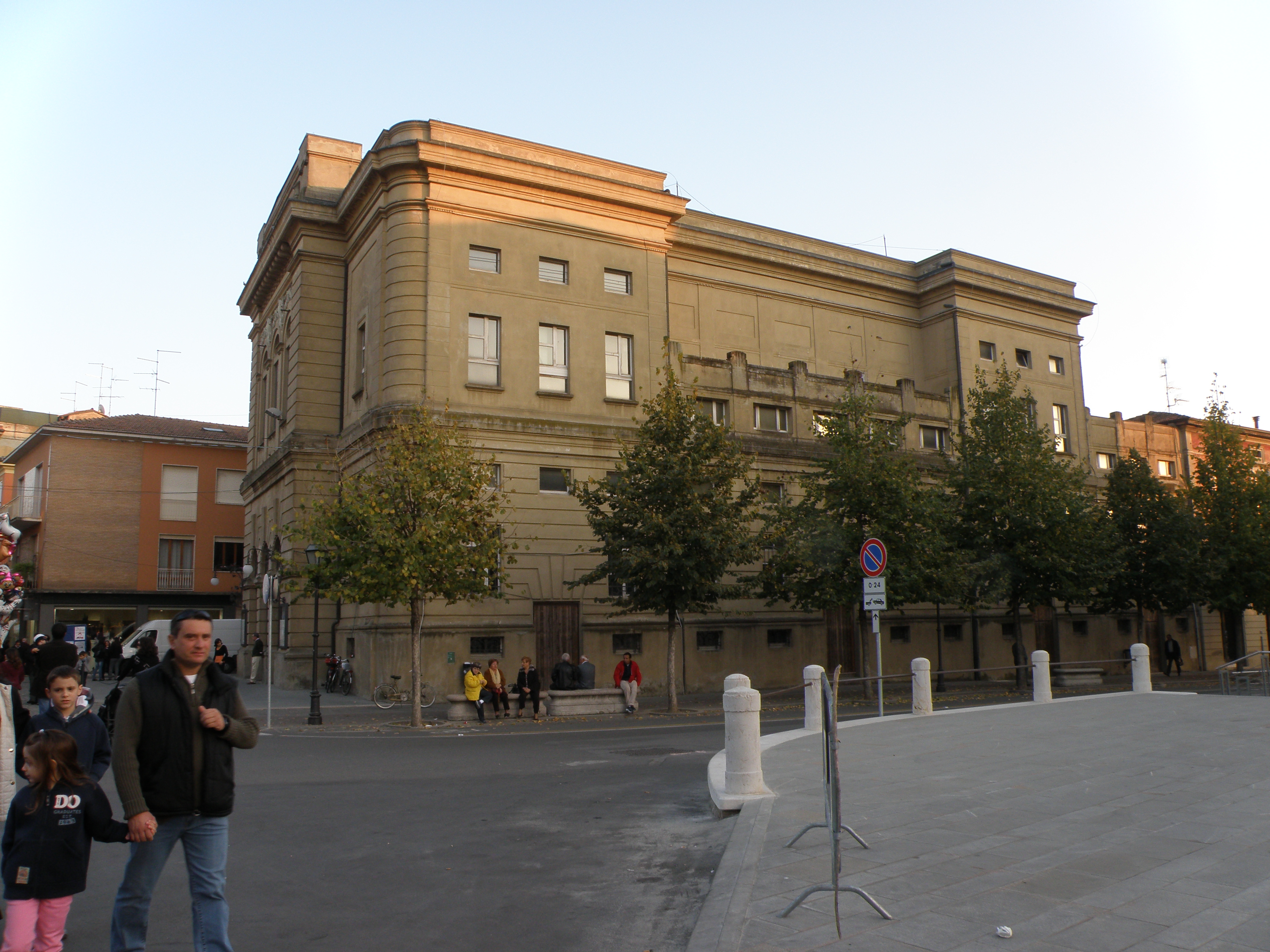
劇場
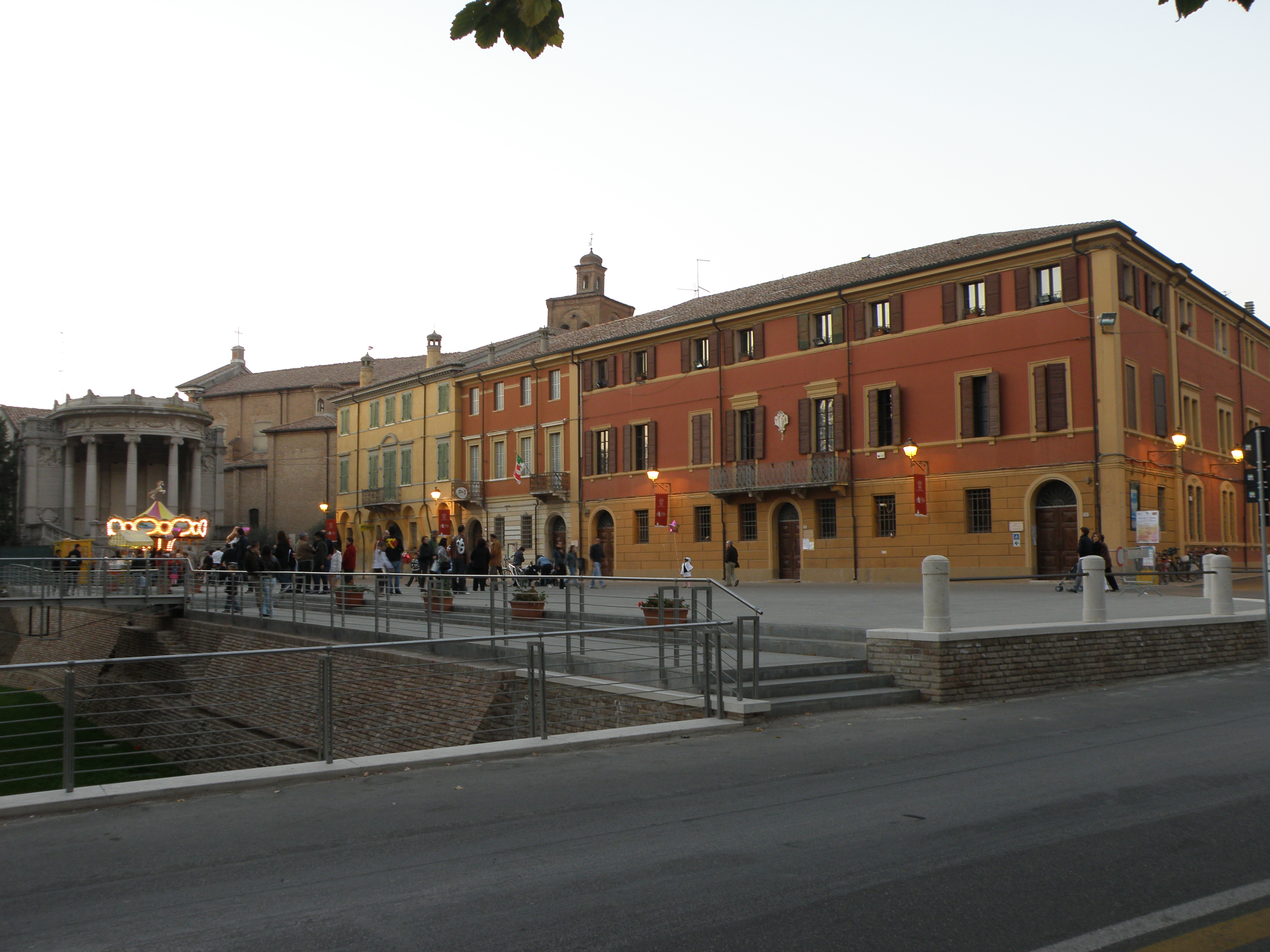
市役所

### 気候分類・地震分類
サン・フェリーチェ・スル・パーナロにおけるイタリアの気候分類 (it) および度日は、zona E, 2194 GGである。
また、イタリアの地震リスク階級 (it) では、zona 3 (sismicità bassa) に分類される。

## 歴史
サン・フェリーチェ・スル・パーナロは、ローマ時代からポー谷中央部の重要な中心地であった。主要に農業を営んできた地域であり、20世紀には農業の産業化が進展した。
近年のサン・フェリーチェは、Magico と呼ばれる仮装カーニバルによって有名になっている。
2012年5月20日、この町の付近を震源としてイタリア北部地震が発生した。この地震により、ロッカ・エステンセ（Rocca Estense）が被害を受けた。

## 産業・経済
サン・フェリーチェ・スル・パーナロの主要な産業は農産業であり、穀物（特に小麦・トウモロコシ）・野菜・飼料・ブドウ・果実などを生産している。コムーネの特産品としてはサラミ（Salame di San Felice）が挙げられる。
鉄道の開通以後、この町は「低地モデナ」（Bassa Modenese）の商業都市として重要性を増した。

## 行政
ほかのモデナ県北部の自治体とともに、モデナ北部自治体連合 (it:Unione dei Comuni Modenesi Area Nord) に参加している。この自治体連合は2003年に結成されたもので、本部はメドッラに置かれている。

### 分離集落
サン・フェリーチェ・スル・パーナロには、以下の分離集落（フラツィオーネ）がある。
- Dogaro, Pavignane, Rivara, San Biagio in Padule

## 交通

### 鉄道
- ボローニャ＝ヴェローナ線 (it:Ferrovia Bologna-Verona) 
  - サン・フェリーチェ・スル・パーナロ駅 (it:Stazione di San Felice sul Panaro)